# Samouil Joukhovitski
Samouil Markovitch Joukhovitski (en russe : Самуил Маркович Жуховицкий) est un joueur d'échecs soviétique puis russe, né le 12 décembre 1916 à Odessa et mort le 29 octobre 2016 dans la région de Rostov-sur-le-Don.
Maître international depuis 1967 (à cinquante ans), il remporta la spartakiade de RSFSR en 1967 (ex æquo avec Boris Spassky) et la demi-finale du championnat d'URSS en 1968. Il marqua plus de la moitié des points lors de ses deux participations au championnat d'URSS en 1967 et 1969. En 2016, Joukhovitski était le plus vieux maître international au monde.

## Carrière aux échecs
En 1945, il gagna, ex æquo avec Salo Flohr, du championnat de la région de Voronej et finit deuxième ex æquo du championnat de Leningrad.  Dans les années 1950, il remporta trois fois de suite le championnat de Moldavie de 1957 à 1959 et le championnat d'Azerbaïdjan en 1957. 
Ses meilleurs résultats furent obtenus dans les années 1967 à 1969. En 1967, Joukhovitski remporta la spartakiade de la RSFSR, ex æquo avec Boris Spassky et devant Lev Polougaïevski et Aleksandr Zaïtsev, puis participa à son premier championnat d'URSS d'échecs, à Kharkov, où il marqua 7 points sur 13. Il participa à son premier tournoi international, le mémorial Tchigorine 1967 de Sotchi. Il était le seul joueur non titré du tournoi et finit à la 8e-10e place. Grâce à ses résultats, il obtint le titre de Maître international en 1967. 
En 1968, il remporta le tournoi maîtres contre candidats maître avec 10 points sur 14 devant Bastrikov et Tsechkovski et la demi-finale du championnat d'URSS à Rostov-sur-le-Don. L'année suivante, il fut treizième sur 23 joueurs avec la moitié des points (11/22) lors du championnat d'URSS d'échecs de 1969. 
En 1994, il finit huitième du  championnat du monde d'échecs senior à  Bienne.
En 2011, le championnat open d'échecs rapides du sud de la Russie organisé à Novotcherkassk où il habitait, a fêté son 95e anniversaire. Depuis 2016, le championnat porte le nom de Joukhovitski.